# ورزشگاه سنت جیمز پارک
 ورزشگاه سنت جیمز پارک  (به انگلیسی: St James' Park) ورزشگاهی در شهر نیوکاسل و ورزشگاه خانگی باشگاه فوتبال نیوکاسل یونایتد است.
این ورزشگاه در سال ۱۸۹۲ میلادی ساخته شده و ظرفیت آن مابین ۵۲٬۳۸۷ و ۵۲٬۴۰۹ نفر است.